# نزاع الغاز الروسي الأوروبي

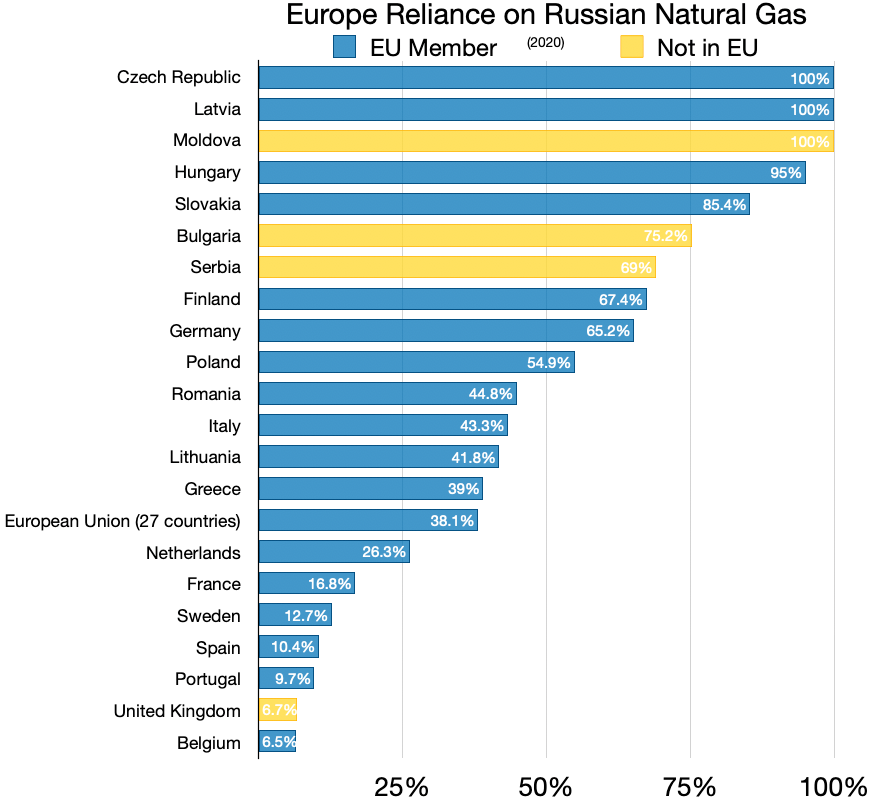
الدول الأوروبية المعتمدة على الغاز الطبيعي الروسي

اندلع نزاع الغاز بين الاتحاد الروسي والاتحاد الأوروبي في مارس 2022 بعد تصعيد الحرب الروسية الأوكرانية الذي حدث في أواخر فبراير من ذلك العام حيث اشتبكت روسيا ودول الاتحاد الأوروبي الرئيسية حول مسألة مدفوعات الغاز الطبيعي الذي تصدره شركة غازبروم الروسية إلى أوروبا.

## التاريخ
ردًا على دفعة جديدة من العقوبات الشديدة التي فرضتها دول الاتحاد الأوروبي على روسيا، أعلن الرئيس الروسي فلاديمير بوتين في 23 مارس 2022 أنه اتخذ قرارًا بموجبه سيتم تحويل مدفوعات الغاز الروسي من «العملات التي تم اختراقها» (الدولار الأمريكي واليورو) للمدفوعات بالروبل «للبلدان غير الصديقة» المصنفة رسميًا مسبقًا، بما في ذلك جميع دول الاتحاد الأوروبي؛ في 28 مارس، أمر البنك المركزي الروسي والحكومة وشركة غازبروم بتقديم مقترحات بحلول 31 مارس لمدفوعات الغاز بالروبل من «الدول غير الصديقة». تم تفسير خطوة الرئيس بوتين على أنها تهدف إلى إجبار الشركات الأوروبية على دعم العملة الروسية بشكل مباشر بالإضافة إلى إعادة البنك المركزي الروسي إلى النظام المالي العالمي بعد أن كادت العقوبات أن تفصله عن الأسواق المالية. وقال كبير الاقتصاديين في مجموعة إي إن خي، كارستن برزيسكي، لدويتشه فيله إنه يعتقد أن طلب الغاز مقابل الروبل «خطوة ذكية».
في 28 مارس، أعلن وزير الاقتصاد الألماني روبرت هابيك أن مجموعة الدول السبع قد رفضت مطالب الرئيس الروسي بدفع ثمن الغاز بالروبل. وفي اليوم نفسه، قال المتحدث باسم الرئيس الروسي دميتري بيسكوف إن روسيا «لن تزود الغاز بالمجان».
في مساء يوم 29 مارس، أُفيد أن تدفق الغاز عبر خط أنابيب يامال-أوروبا عند نقطة مالنو الألمانية قد انخفض إلى الصفر. في اليوم التالي، أطلق وزير الاقتصاد والمناخ الألماني روبرت هابك مستوى «الإنذار المبكر» لإمدادات الغاز، وهي الخطوة الأولى لخطة الطوارئ الوطنية للغاز التي تضمنت تشكيل فريق أزمة من الممثلين من الحكومة الفيدرالية وحكومات الولايات، والجهات التنظيمية والصناعة الخاصة ويمكن أن يؤدي ذلك في النهاية إلى تقنين الغاز؛ وحث الألمان على خفض استهلاكهم للطاقة طواعية كوسيلة لإنهاء اعتماد البلاد على روسيا. اتخذت الحكومة النمساوية خطوة مماثلة. في غضون ذلك، قالت شركة غازبروم إنها واصلت إمداد أوروبا بالغاز عبر أوكرانيا، كما بدأ الغاز الروسي في التدفق غربًا عبر خط الأنابيب عبر بولندا. وذكرت وكالة إيتار تاس الروسية أن الرئيس بوتين أجرى مكالمة هاتفية مع المستشار الألماني أولاف شولتس «لإبلاغه بقرار التحول إلى الدفع بالروبل مقابل الغاز». وفقًا لمكتب شولتس، أخبر الرئيس فلاديمير بوتين المستشار الألماني أن الشركات الأوروبية يمكن أن تستمر في الدفع باليورو أو الدولار.
في 31 مارس، وقع الرئيس فلاديمير بوتين مرسومًا يلزم مشتري الغاز الروسي من «الدول غير الصديقة» بإنشاء «حسابات خاصة» لتحويل مدفوعاتهم، وأن تسهيلات الدفع بالكامل سيديرها بنك غازبروم الروسي، التابع لغازبروم. وقال إن أي دولة ترفض استخدام آلية الدفع ستكون مخالفة لعقودها وستواجه «تداعيات مقابلة».